# 이바나 (가수)
이바나(불가리아어: Ивана, 영어: Ivana, 1969년 1월 31일 ~ )는 불가리아의 가수이다.